# Edgar Norris
Cyril Edgar Norris (* 23. Dezember 1902 in Toronto; † 20. April 1982 im Sarasota County, Florida) war ein kanadischer Ruderer, der 1928 eine olympische Bronzemedaille im Achter gewann.
Edgar Norris vom Argonaut Rowing Club in Toronto gehörte zum kanadischen Achter, der in der Besetzung Frederick Hedges, Frank Fiddes, John Hand, Herbert Richardson, Jack Murdoch, Athol Meech, Edgar Norris, William Ross und Steuermann John Donnelly bei den Olympischen Spielen 1928 in Amsterdam antrat. Insgesamt nahmen elf Boote teil, in den einzelnen Runden konnten immer nur zwei Boote gegeneinander antreten. Die Kanadier gewannen in der ersten Runde gegen das Boot aus Dänemark, kamen in der zweiten Runde kampflos weiter und siegten in der dritten Runde gegen den polnischen Achter. Im Halbfinale unterlagen die Kanadier dem Boot aus den Vereinigten Staaten und erhielten die Bronzemedaille hinter dem US-Boot und den Briten.
Edgar Norris arbeitete bei der Stadtverwaltung von Toronto. 1958 wurde er dort City Clerk und Herausgeber des städtischen Handbuchs. 1971 ging er in den Ruhestand und zog später nach Florida.